# No Rio Vale Tudo
No Rio Vale Tudo é uma co-produção franco-ítalo-brasileira de 1987 dirigida por Philippe Clair. Comédia com longa-metragem, o filme tem 100 minutos de duração.

## Sinopse
Dois irmãos gêmeos chegam ao Rio em época de Carnaval: um é padre e vai trabalhar em uma paróquia; o outro, um traficante em uma viagem para vender cocaína. Eles não têm noção da presença um do outro. As pessoas a espera de um, sempre entram em contato com o outro, deixando-as confusas.

## Elenco
- Aldo Maccione ... Aldo/Marco
- Roberta Close ... Julia
- Caroline Ohrner ... Irmã Celeste
- Ze'ev Revach ... Bispo
- Philippe Clair ... Armador
- Bruno Frydman ... Bruno
- Wilson Grey
- Elke Maravilha
- Paulo Vignolo ... ladrãozinho
- Laura de Vison